# やながわ希望の森公園前駅
やながわ希望の森公園前駅（やながわきぼうのもりこうえんまええき）は、福島県伊達市梁川町字北町頭にある阿武隈急行線の駅である。キャッチフレーズは、「桜の園（さくらのその）」。

## 歴史

### 年表
- 1988年（昭和63年）7月1日：開業[1][2]。
- 1989年（平成元年）7月1日：駅舎完成。
- 2011年（平成23年）4月1日：無人駅となる。東北地方太平洋沖地震（東日本大震災）による運転休止のため事実上、同年3月11日が有人駅としての最後の営業となる。

### 駅名の由来
駅南東側にある公園、やながわ希望の森公園がその由来となった。同公園には約2,000本（6種類）の桜を植えた「さくらの森」がある。

## 駅構造
単式ホーム1面1線を有する地上駅。無人化後は駅舎内へ立ち入ることができなくなった。

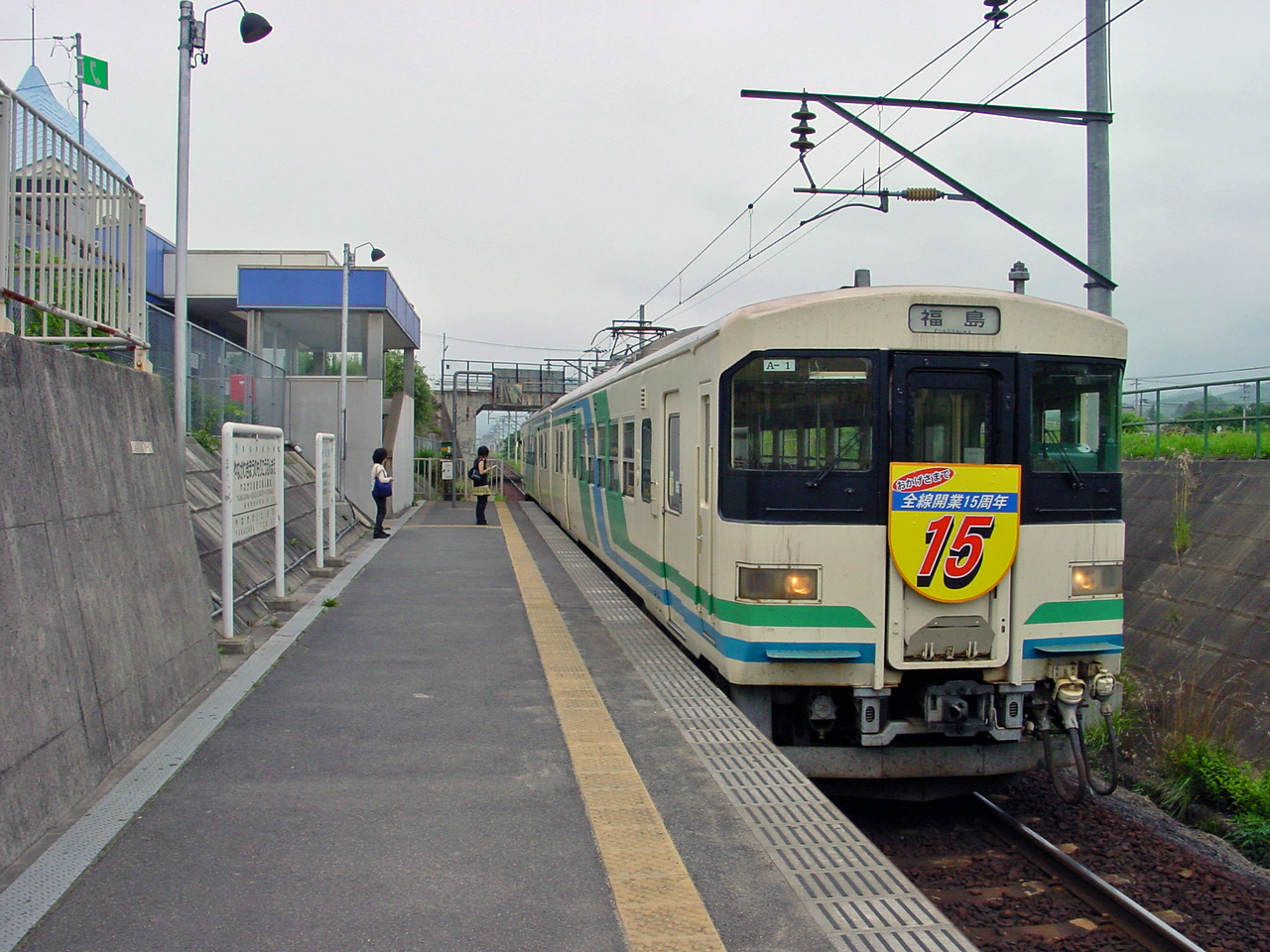
ホーム（2003年7月）
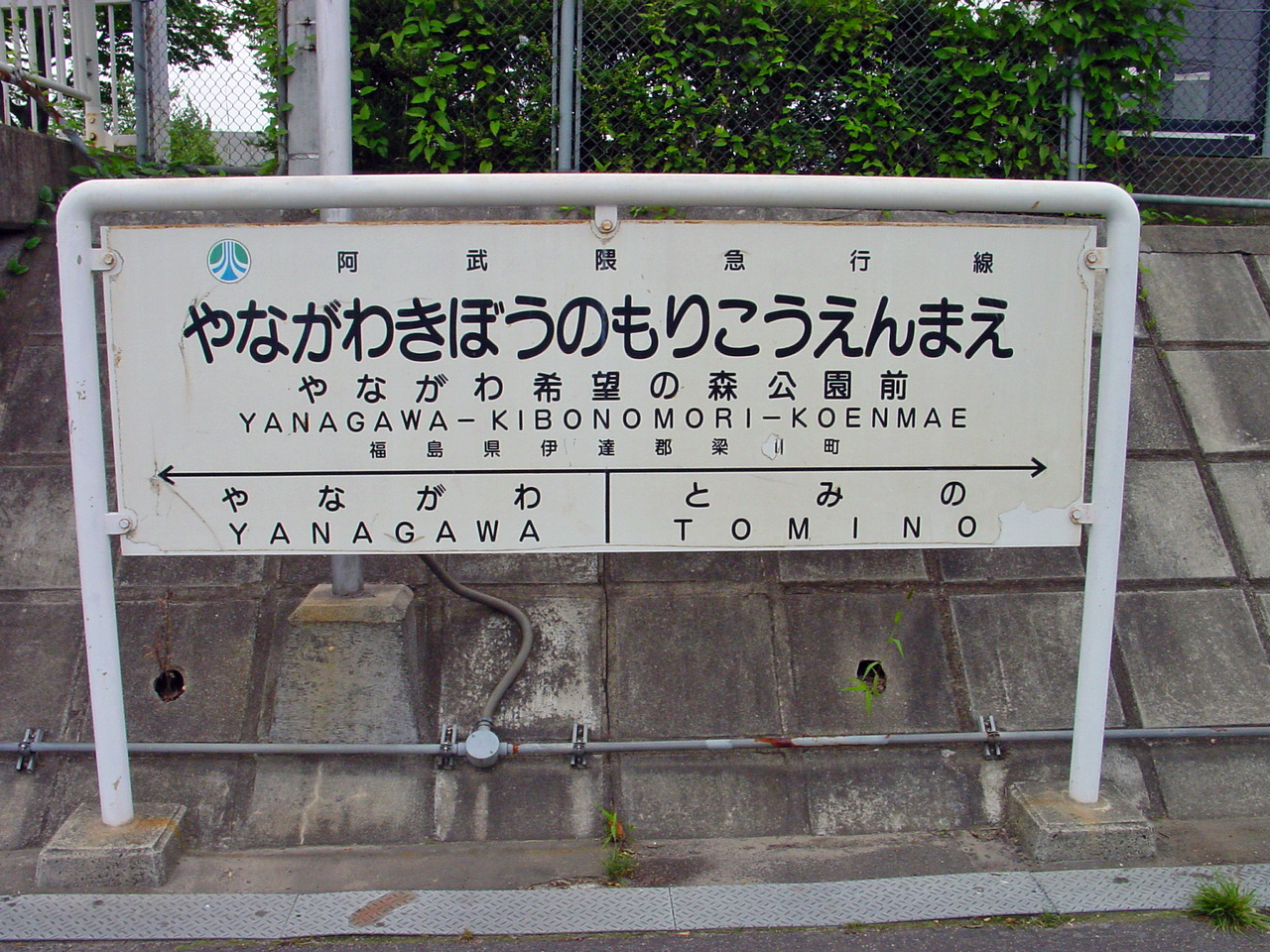
駅名標のサイズは他の駅よりも長い（2003年7月）

## 利用状況
- 阿武隈急行 - 2016年度の1日平均乗車人員は、203人である[4]。
- 近年の乗車人員は以下の通りである（いずれも1日平均）。

| 乗車人員推移 | 乗車人員推移     |
| 年度         | 一日平均乗車人員 |
| ------------ | ---------------- |
| 2000         | 405              |
| 2001         | 397              |
| 2002         | 373              |
| 2003         | 359              |
| 2004         | 345              |
| 2005         | 337              |
| 2006         | 310              |
| 2007         | 303              |
| 2008         | 307              |
| 2009         | 277              |
| 2010         | 227              |
| 2011         | 164              |
| 2012         | 216              |
| 2013         | 216              |
| 2014         | 219              |
| 2015         | 197              |
| 2016         | 203              |

## 駅周辺
駅北側で宮城県道・福島県道102号線と交差し、そこから北へ進むと塩野川に至る。梁川体育館は駅西側にある。
- やながわ希望の森公園 - 園内ではミニSL（4月上旬 - 11月上旬の土曜・日曜）の運行も行っている[5]。
- 梁川郵便局
- 梁川体育館
- 梁川プール
- 梁川城址
- 伊達市 梁川学校給食センター
- 福島県立伊達高等学校梁川校舎
- 伊達市立梁川中学校 - 当校の正門付近で阿武隈急行線と立体交差する[注釈 1]。
- 宮城県道・福島県道102号平松梁川線
- 塩野川

## その他
- 駅名は仮名書きで16文字あり、日本で5番目に長い。1990年（平成2年）に鹿島臨海鉄道大洗鹿島線長者ヶ浜潮騒はまなす公園前駅が開業するまでは、鉄道駅に限れば日本一、路面電車の停留場も含めれば西線9条旭山公園通停留場に次いで2番目に長い駅名であった。
- やながわ希望の森公園の玄関口であるとして2002年（平成14年）、東北の駅百選に選定された。

## 隣の駅
阿武隈急行
■阿武隈急行線
梁川駅 - やながわ希望の森公園前駅 - 富野駅